# 多夫然卡河 (塞雷特河支流)
多夫然卡河（羅馬化：Dovzhanka）是烏克蘭的河流，位於該國西部捷爾諾波爾州，屬於塞雷特河的右支流，河道全長25公里，流域面積70平方公里。